# The Clairvoyant
The Clairvoyant – dziewiętnasty singel brytyjskiej heavymetalowej grupy Iron Maiden. Zawiera trzy utwory nagrane 20 sierpnia 1988 podczas festiwalu Monsters of Rock w Castle Donington.
Autorem okładki jest Derek Riggs.
Warstwa liryczna tytułowego utwór jest kontynuacją opowieści o losach Siódmego Syna Siódmego Syna – bohatera motywu przewodniego concept albumu Seventh Son of a Seventh Son.
Utwór był często wykonywany na koncertach w latach 80. i 90, także przez przybyłego w 1994 nowego wokalistę, Blaze’a Bayleya. „The Clairvoyant” znalazł się na albumach A Real Live One, Live at Donington i Maiden England. Trafił także na kompilacje Best of the Beast, Edward the Great i The Essential Iron Maiden.
Charakterystyczną częścią utworu jest wprowadzające solo Steve’a Harrisa na gitarze basowej.
„The Prisoner” jest oparty na serialu telewizyjnym o tej samej nazwie. Pierwotnie piosenka zamieszczona była na płycie The Number of the Beast.
Utwór „Heaven Can Wait” pochodzi z płyty Somewhere in Time. Stanowi on monolog człowieka, który przeżywa doświadczenie śmierci.

## Lista utworów
1. „The Clairvoyant” [live] (Steve Harris) – 4:27
2. „The Prisoner” [live] (Steve Harris) – 6:08
3. „Heaven Can Wait” [live] (Steve Harris) – 7:08

## Twórcy
- Bruce Dickinson – śpiew
- Dave Murray – gitara
- Adrian Smith – gitara, podkład wokalny
- Steve Harris – gitara basowa, podkład wokalny
- Nicko McBrain – perkusja